# Macromitrium hoehnei
Macromitrium hoehnei är en bladmossart som beskrevs av Theodor Carl Karl Julius Herzog 1924. Macromitrium hoehnei ingår i släktet Macromitrium och familjen Orthotrichaceae. Inga underarter finns listade i Catalogue of Life.